# Последний бросок
«Последний бросок» (англ.: Lazarat, в российском прокате — «Последний бросок», в США — The Brave; в пер.: Отважные) — американский фильм 2019 года режиссёра Уильяма Кауфмана.
В главных ролях американские и русские актёры Арманд Ассанте, Луис Мэндилор, Гоша Куценко и актриса Равшана Куркова.

## Сюжет
Сюжет фильма основан на реальных событиях произошедших в Албании в городке Лазарат в июне 2014 года когда албанская полиция начала крупную операцию против наркоторговцев, в которой приняли участие более 800 сотрудников полиции против почти всего населения городка связанного с производством и транспортировкой наркотиков, и вооруженного не только автоматическим стрелковым оружием, но и гранатомётами и миномётами.
История фильма разворачивается вокруг спецподразделения полиции, которое разрабатывают план по уничтожению крупнейшего наркокартеля в стране. Картель возглавляет некто контролирующий целые регионы, главная его база — Лазарат, отдаленный городок на юге страны. Ситуация осложняется наличием в подразделении предателя. У каждого из сотрудников тёмное прошлое. Недавно присоединившийся к команде полицейский до этого долго проработал под прикрытием. Елена, девушка с трудным детством, которая в юности работала в борделе у местного бандита. Даже сам начальник полиции когда-то давно дружил с крёстным отцом всей албанской мафии. В маленькой стране все повязаны, и как и полицейские, жители деревни также связаны с накркоторговлей. Рядовая полицейская операция становится проверкой решимости тех кто встал на путь борьбы с наркоторговлей и превращается в настоящие боевые действия между полицейскими и наркокартелем.

## В ролях
- Арманд Ассанте — Франк Педулла
- Луис Мэндилор — Рей
- Игорь Жижикин — Агим Хоксха
- Равшана Куркова — Елена
- Гоша Куценко — Коло
- Иван Макаревич — Энци
- Радослав Парванов — Вега
- Вин Бейлери — Беси
- Сальсано Ррапи — Сальсано
- Бесарт Каллаку — Илир
- Марко Бальзамо — Себа
- Сонни Пузикас — Черли
- Самуэль Варгу — Эндри
- Клеофина Пниси — Герта

## О фильме
Фильм производства США, но съемки проходили в Болгарии на киностудии UFO Film Studios, с участием актёров из США, России, Болгарии и Албании.
Обычный малобюджетный «фильм категории Б» от кинокомпании Hollywood Media Bridge, которые выходят без кинопроката «сразу на видео», а с развитием интернета — на цифровые сервисы. Однако в данном случае фильм со российским актёрским составом был выпущен в прокат в России малым числом в 58 копий в ноябре 2019 года, и только потом в январе 2020 года стал доступен на американском стриминговом сервисе «Netflix».

## Критика
Собственно, режиссёр Уильям Кауфман, возможно, главный аргумент, чтобы не поставить на киношном Лазарате крест. В душном мире второсортных боевиков режиссёр Кауфман — если не звезда и не визионер уровня Айзека Флорентайна, то уж точно постановщик из первой дюжины. Если вы фанат Майкла Бэя, фильмов «Т-34» или «Балканский рубеж» — проходите мимо. Но если Арманд Ассанте и Луис Мэндилор для вас всё ещё в авторитете, а Равшана Куркова со стволом — достаточный повод, чтобы сделать кино любопытным, бывший армейский разведчик Кауфман вас точно не подведёт.